# Phonomyia atypica
Phonomyia atypica là một loài ruồi trong họ Tachinidae.